# Ås
Ås és un municipi situat al comtat de Akershus, Noruega. Té 18.992 habitants (2016) i té una superfície de 103 km². El centre administratiu del municipi és el poble homònim.